# Радянські фронти часів Другої світової війни

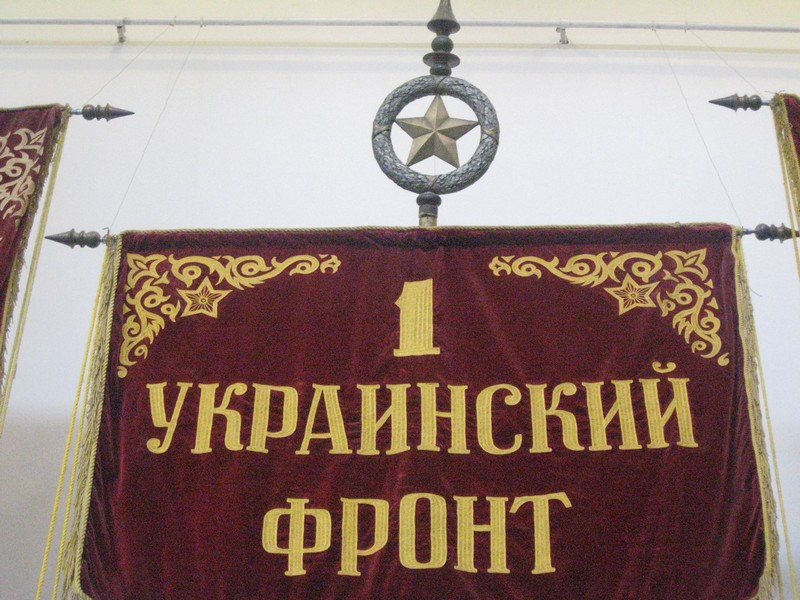
Бойовий прапор 1-го Українського фронту

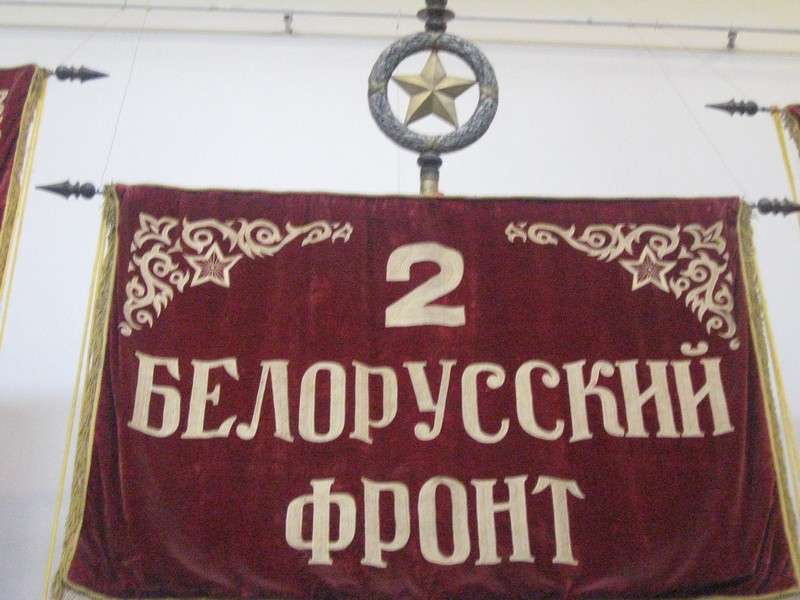
Бойовий прапор 2-го Білоруського фронту

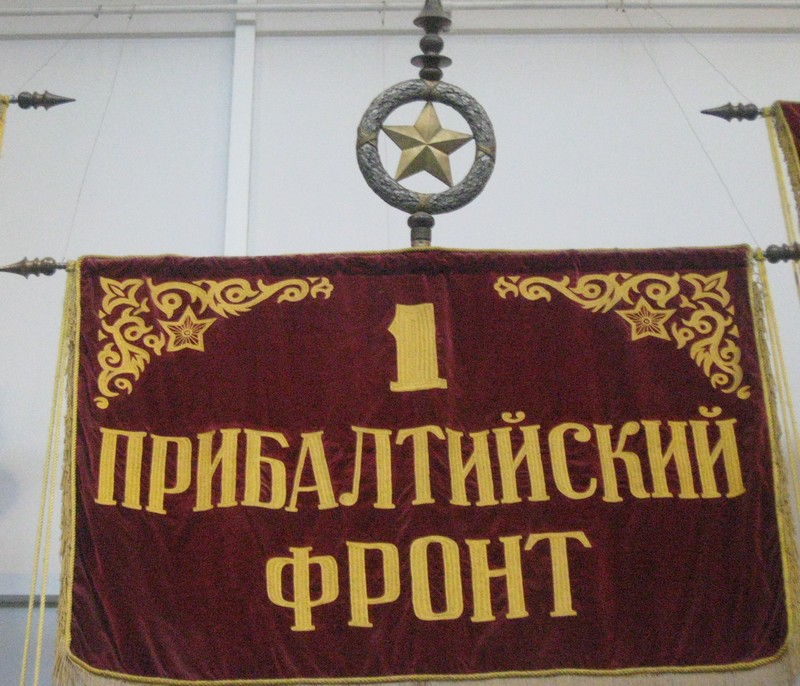
Бойовий прапор 1-го Прибалтійського фронту

Радянські фронти часів Другої світової війни — вищі оперативно-стратегічні об'єднання збройних сил Радянського Союзу, що існували протягом усієї Другої світової війни. Призначалися для вирішення оперативно-стратегічних завдань на кількох операційних напрямках (іноді на одному стратегічному) континентального театру воєнних дій. Завдання виконували шляхом проведення фронтових операцій, як правило, у взаємодії з іншими фронтами, об'єднаннями й з'єднаннями різних видів збройних сил, що брали участь у стратегічній операції, а в деяких випадках і самостійно.
Фронт був вищим за рівнем оперативно-стратегічним об'єднанням, виключаючи 5 управлінь Головнокомандувань напрямків, створених у 1941 році, які не виправдали себе.
З точки зору організаційної, до складу фронтів, як правило, входило кілька армій, а також, в залежності від періоду війни, різні механізовані, танкові, авіаційні, артилерійські, саперні й інші з'єднання. Зазвичай стратегічні операції проводились силами декількох (двох-трьох і навіть чотирьох) фронтів і під час війни до 90 % наступальних і оборонних стратегічних операцій проведено за участю саме таких угруповань військ. Фронтові операції проводились силами одного фронту, іноді із залученням частини сил іншого фронту.

## Історія
З початком Другої світової війни у вересні 1939 року Радянський Союз взяв найактивнішу участь у більшості подій того часу. Вже у вересні 1939 у зв'язку з окупацією Західної України та Західної Білорусі в системі управління радянськими збройними силами створюються фронти, які були найважливішою ланкою військового управління на цей період.
З 11 вересня 1939 року в контексті підготовки до вторгнення до Польщі були сформовані Білоруський і Український фронти, управління яких були утворені й розгорнуті на базі БОВО і КОВО.
Фронтові управління створювалися ще двічі до початку вторгнення німецького Вермахту у червні 1941 року. Вперше це сталося на початку 1940 року, коли у війні з Фінляндією був створений Північно-Західний фронт. Вдруге, перед початком радянського вторгнення до Бессарабії та Буковини був утворений Південний фронт.

### Німецько-радянська війна
22 червня 1941 року з початком німецько-радянської війни Червоною армією на базі управлінь 4 західних прикордонних округів були розгорнуті управління Північно-Західного, Західного, Південно-Західного фронтів і 9-ї окремої армії, через 2 дні до них додався Північний фронт, а ще через день — Південний.
До кінця 1941 до існуючих 6 фронтових управлінь додалося ще 7 (управління Карельського, Волховського, Калінінського, Брянського — створювався двічі, Кавказького — надалі Кримського, Закавказького і Забайкальського фронтів), не рахуючи розформованих управлінь Резервного і Центрального фронтів і перейменування Північного фронту в Ленінградський. В 1942 цей процес продовжився, і до листопада 1942 кількість фронтових управлінь досягла 15, навіть враховуючи розформування управлінь Південного, Кримського, Північно-Кавказького фронтів. Причому поділ Сталінградського фронту на 2 (був створений Південно-Східний) виявився, як з'ясувалося згодом, помилковим, і це довелося виправляти через місяць. Те ж саме відбулося з Волховським фронтом, з якого сформували Волховську групу військ Ленінградського фронту, повернувши їй статус фронту 2 місяці по тому. З розформованих Південного і Північно-Кавказького фронтів створили Північну групу військ Закавказького фронту, розділену на 2 групи військ.
Залежно від стратегічної обстановки, що складалася, окремі фронтові об'єднання розформовувалися, інші створювалися знову, деякі перейменовувалися. Так, Брянський фронт формувався та створювався знову 3 рази. 12 липня 1942 було розформовано управління Південно-Західного фронту, а його війська увійшли до складу створеного Сталінградського фронту. 7 серпня 1942 Сталінградський фронт був розділений на два: власне Сталінградський і Південно-Східний, але вже 10 серпня 1942 Сталінградський фронт, залишаючись під своєю назвою, був підпорядкований Південно-Східному фронту. 28 вересня 1942 Сталінградський фронт був перейменований у Донський, а Південно-Східний став Сталінградським.
Восени 1943 процес перейменувань фронтів отримав подальший розвиток, коли з'явилися номерні фронти: 1-4-й Українські, 1-3-й Прибалтійські, весною 1944 — 1-3-й Білоруські. Були ліквідовані Північно-Кавказький та Північно-Західний фронти, в лютому 1944 р — Волховський, а в травні, після вигнання нацистських окупантів з Криму — 4-й Український. Причому ліквідація Волховського фронту знову, як і навесні 1942 року, була помилковою, оскільки через 2 місяці довелося створювати на цьому ж напрямку 3-й Прибалтійський фронт. А 1-й і 2-й Білоруські фронти за зимову кампанію 1943—1944 двічі перейменовували та розформовувалися.
У зв'язку з різким скороченням фронту бойових дій восени 1944 ліквідуються Карельський і 3-й Прибалтійський фронти, але відтворюється у серпні 4-й Український. У лютому — квітні 1945 ліквідуються й Прибалтійські фронти, причому 1-й у лютому став Земландською групою військ 3-го Білоруського фронту.
Загальна чисельність фронтів стала зменшуватися і до кінця війни складала 8 фронтів (Ленінградський, 1-й, 2-й і 3-й Білоруські, 1-й, 2-й, 3-й і 4-й Українські). Це було обумовлено і скороченням протяжності лінії фронту, і набуттям воєначальниками досвіду керівництва більшими за своїм складом фронтовими об'єднаннями.
Всього за час німецько-радянської війни з 22 червня 1941 по 9 травня 1945, не рахуючи управлінь фронтів ППО, було створено 5 управлінь напрямів і 24 управління фронтів (з урахуванням різних перейменувань, включаючи Московську зону оборони), з них лише 3 не взяли участі в боях на німецько-радянському фронті (у тому числі Далекосхідний довоєнного формування), а Закавказький брав участь у боях менше року лише частиною сил.
Фронти, залежно від виконуваних завдань, мали відповідний склад, який сильно розрізнявся. Так, наприклад, Карельський фронт півроку, з осені 1941 мав на всьому своєму 500-км протязі оборони всього одну армію (14-ту), три оперативних групи й оперативно підпорядкований Північний флот. Брянський фронт у листопаді 1941 мав 3-тю, 13-ту армії, Північно-Західний взимку 1942 протягом 2 місяців мав лише 2 армії (11-ту, 34-ту), так само, як 3-й Український восени 1944 57-му і 37-му (не рахуючи 17-ту повітряну), причому 37-ма, яка перебувала в Болгарії, в боях участі не брала.
Рекордсменом за кількістю армій і окремих корпусів, що входили до його складу, був 1-й Білоруський фронт, який напередодні операції «Багратіон» мав 13 армій (включаючи 2 повітряні й 1 танкову), 3 кавалерійських, 4 танкових і 1 механізований корпуси. Таку ж кількість армій, включаючи лише одну повітряну, мав узимку 1942/43 року Західний фронт, так само, як і 1-й Український при проведенні Берлінської операції (10 загальновійськових, 1 повітряна, 2 танкових армії, 1 кавалерійський, 3 танкових, 1 механізований корпуси).
До складу фронтів уходили не тільки загальновійськові армії, окремі корпуси, дивізії й бригади, також зрідка створювалися оперативні групи, склад яких сильно розрізнявся та міг бути прирівняний, як до армії, так і до дивізії. Основу військ усіх фронтів становили стрілецькі з'єднання і, крім того, кожному фронту придавалися на посилення різні з'єднання і частини Резерву ВГК — танкові, кавалерійські, артилерійські, інженерні, зв'язку, дорожні, залізничні та автомобільні.
Для першого періоду війни характерна часта зміна командування фронтів, причому деякі з командувачів ставали на чолі фронтів не одного разу. Вибуття командувачів відбувалося, як правило, з організаційних причин, хоча 5 з них загинули — генерали армії М. Ф. Ватутін і І. Д. Черняховський, генерал-полковник М. П. Кирпонос і колишній командувач Далекосхідним фронтом генерал армії Й. Р. Апанасенко, що знаходиться на стажуванні в діючій армії, був репресований генерал армії Д. Г. Павлов. Двома фронтами одночасно командували за сумісництвом Маршал Радянського Союзу Л. А. Говоров (Ленінградським і 2-м Прибалтійським) і генерал-полковник А. І. Єрьоменко (Сталінградським і Південно-Східним).

## Фронти під час вторгнення до Польщі

### Білоруський фронт
| Сформований з                          | Час існування                  | Бойовий шлях (битви та операції) | Бойовий шлях (битви та операції) | Склад                       | Подальша доля                                          | Командувачі       |
| Сформований з                          | Час існування                  | Оборонні                         | Наступальні                      | Склад                       | Подальша доля                                          | Командувачі       |
| Білоруський фронт                      | Білоруський фронт              | Білоруський фронт                | Білоруський фронт                | Білоруський фронт           | Білоруський фронт                                      | Білоруський фронт |
| -------------------------------------- | ------------------------------ | -------------------------------- | -------------------------------- | --------------------------- | ------------------------------------------------------ | ----------------- |
| Білоруський особливий військовий округ | 11 вересня — 14 листопада 1939 | Не брав участі                   | Польський похід                  | 3-тя, 4-та, 10-та, 11-та ЗА | перетворений на Білоруський особливий військовий округ | М. П. Ковальов    |

### Український фронт
| Сформований з                        | Час існування                  | Бойовий шлях (битви та операції) | Бойовий шлях (битви та операції) | Склад | Подальша доля                                        | Командувачі       |
| Сформований з                        | Час існування                  | Оборонні                         | Наступальні                      | Склад | Подальша доля                                        | Командувачі       |
| Український фронт                    | Український фронт              | Український фронт                | Український фронт                | Український фронт | Український фронт                                    | Український фронт |
| ------------------------------------ | ------------------------------ | -------------------------------- | -------------------------------- | --- | ---------------------------------------------------- | ----------------- |
| Київський особливий військовий округ | 11 вересня — 14 листопада 1939 | Не брав участі                   | Польський похід                  | Шепетівська АГр, Волочиська АГр, Кам'янець-Подільська АГр, Одеська АГр, Північна АГр, Південна АГр, Східна АГр, Кавалерійська АГр, 5-та, 6-та, 12-та, 13-та ЗА | перетворений на Київський особливий військовий округ | С. К. Тимошенко   |

## Фронти у Радянсько-фінській війні

### Північно-Західний фронт
| Сформований з                   | Час існування             | Бойовий шлях (битви та операції) | Бойовий шлях (битви та операції) | Склад                                    | Подальша доля                                   | Командувачі             |
| Сформований з                   | Час існування             | Оборонні                         | Наступальні                      | Склад                                    | Подальша доля                                   | Командувачі             |
| Північно-Західний фронт         | Північно-Західний фронт   | Північно-Західний фронт          | Північно-Західний фронт          | Північно-Західний фронт                  | Північно-Західний фронт                         | Північно-Західний фронт |
| ------------------------------- | ------------------------- | -------------------------------- | -------------------------------- | ---------------------------------------- | ----------------------------------------------- | ----------------------- |
| Ленінградський військовий округ | 7 січня — 13 березня 1940 | Не брав участі                   | Радянсько-фінська війна          | 7-ма, 8-ма, 9-та, 13-та, 14-та, 15-та ЗА | перетворений на Ленінградський військовий округ | С. К. Тимошенко         |

## Фронти Сухопутних військ уБесарабсько-буковинському поході

### Південний фронт
| Сформований з                                   | Час існування           | Бойовий шлях (битви та операції) | Бойовий шлях (битви та операції) | Склад                | Подальша доля                                        | Командувачі     |
| Сформований з                                   | Час існування           | Оборонні                         | Наступальні                      | Склад                | Подальша доля                                        | Командувачі     |
| Південний фронт                                 | Південний фронт         | Південний фронт                  | Південний фронт                  | Південний фронт      | Південний фронт                                      | Південний фронт |
| ----------------------------------------------- | ----------------------- | -------------------------------- | -------------------------------- | -------------------- | ---------------------------------------------------- | --------------- |
| Київський особливий військовий округ 9-та армія | 9 червня — 9 липня 1940 | Не брав участі                   | Бессарабсько-буковинський похід  | 5-та, 9-та, 12-та ЗА | перетворений на Київський особливий військовий округ | Г. К. Жуков     |

## Фронти Сухопутних військ з 1941 до 1945 роки (Німецько-радянська війна)

### Білоруський фронт
| Сформований з                     | Час існування                     | Бойовий шлях (битви та операції)  | Бойовий шлях (битви та операції)             | Склад                                                                    | Подальша доля                                | Командувачі                       |                                   |
| Сформований з                     | Час існування                     | Оборонні                          | Наступальні                                  | Склад                                                                    | Подальша доля                                | Командувачі                       |                                   |
| Білоруський фронт 1-го формування | Білоруський фронт 1-го формування | Білоруський фронт 1-го формування | Білоруський фронт 1-го формування            | Білоруський фронт 1-го формування                                        | Білоруський фронт 1-го формування            | Білоруський фронт 1-го формування | Білоруський фронт 1-го формування |
| --------------------------------- | --------------------------------- | --------------------------------- | -------------------------------------------- | ------------------------------------------------------------------------ | -------------------------------------------- | --------------------------------- | --------------------------------- |
| Центральний фронт (2ф)            | 20 жовтня 1943 — 24 лютого 1944   | Не брав участі                    | Гомельсько-Речицька; Калинковицько-Мозирська | 3-тя, 10-та, 11-та, 48-ма, 50-та, 61-ша, 63-тя, 65-та ЗА 16-та ПА        | перейменований на 1-й Білоруський фронт (1ф) | К. Рокоссовський                  |                                   |
| Білоруський фронт 2-го формування |                                   |                                   |                                              |                                                                          |                                              |                                   |                                   |
| 1-й Білоруський фронт (1ф)        | 5 — 16 квітня 1944                | Не брав участі                    | Рогачевсько-Жлобинська                       | 3-тя, 47-ма, 48-ма, 61-ша, 69-та, 70-та ЗА 16-та ПА Дніпровська флотилія | перейменований на 1-й Білоруський фронт (1ф) | К. Рокоссовський                  |                                   |

### 1-й Білоруський фронт
| Сформований з                         | Час існування                         | Бойовий шлях (битви та операції)      | Бойовий шлях (битви та операції) | Склад | Подальша доля                                                     | Командувачі                           |                                       |                                       |
| Сформований з                         | Час існування                         | Оборонні                              | Наступальні | Склад | Подальша доля                                                     | Командувачі                           |                                       |                                       |
| 1-й Білоруський фронт 1-го формування | 1-й Білоруський фронт 1-го формування | 1-й Білоруський фронт 1-го формування | 1-й Білоруський фронт 1-го формування | 1-й Білоруський фронт 1-го формування | 1-й Білоруський фронт 1-го формування                             | 1-й Білоруський фронт 1-го формування | 1-й Білоруський фронт 1-го формування | 1-й Білоруський фронт 1-го формування |
| ------------------------------------- | ------------------------------------- | ------------------------------------- | --- | --- | ----------------------------------------------------------------- | ------------------------------------- | ------------------------------------- | ------------------------------------- |
| Білоруський фронт 1-го формування     | 24 лютого — 5 квітня 1944             | Не брав участі                        | Рогачевсько-Жлобинська | 3-тя, 10-та, 48-ма, 50-та, 61-ша, 65-та ЗА 16-та ПА | перейменований на Білоруський фронт 2-го формування               | К. Рокоссовський                      |                                       |                                       |
| 1-й Білоруський фронт 2-го формування |                                       |                                       | | |                                                                   |                                       |                                       |                                       |
| Білоруський фронт 2-го формування     | 16 квітня 1944 — 10 червня 1945       | Не брав участі                        | «Багратіон» → Бобруйська → Люблін-Берестейська; Вісло-Одерська → Варшавсько-Познанська; Східно-Померанська; Берлінська → Зеєловсько-Берлінська → Котбус-Потсдамська → Штремберг-Торгауська | 8-ма гв. А, 3-тя УдА, 5-та УдА, 3-тя, 10-та, 28-ма, 33-тя, 47-ма, 48-ма, 50-та, 61-ша, 65-та, 69-та, 70-та ЗА 1-ша А (ВП) 1-ша гв. ТА, 2-га гв. ТА, 2-га ТА 6-та ПА, 16-та ПА Дніпровська флотилія | переформований на Група радянських окупаційних військ у Німеччині | К. Рокоссовський Г. К. Жуков          |                                       |                                       |

### 2-й Білоруський фронт
| Сформований з                           | Час існування                         | Бойовий шлях (битви та операції)      | Бойовий шлях (битви та операції) | Склад | Подальша доля                           | Командувачі                                 |                                       |
| Сформований з                           | Час існування                         | Оборонні                              | Наступальні | Склад | Подальша доля                           | Командувачі                                 |                                       |
| 2-й Білоруський фронт 1-го формування   | 2-й Білоруський фронт 1-го формування | 2-й Білоруський фронт 1-го формування | 2-й Білоруський фронт 1-го формування | 2-й Білоруський фронт 1-го формування                                                                                           | 2-й Білоруський фронт 1-го формування   | 2-й Білоруський фронт 1-го формування       | 2-й Білоруський фронт 1-го формування |
| --------------------------------------- | ------------------------------------- | ------------------------------------- | --- | --- | --------------------------------------- | ------------------------------------------- | ------------------------------------- |
| військ лівого крила Білоруського фронту | 24 лютого — 5 квітня 1944             | Не брав участі                        | Поліська | 47-ма, 61-ша, 69-та, 70-та ЗА 6-та ПА Дніпровська флотилія                                                                      | Розформований                           | П. О. Курочкін                              |                                       |
| 2-й Білоруський фронт 2-го формування   |                                       |                                       | | |                                         |                                             |                                       |
| військ лівого крила Західного фронту    | 16 квітня 1944 — 10 червня 1945       | Не брав участі                        | «Багратіон» → Могильовська → Мінська → Білостоцька; Східно-Прусська → Інстербурзько-Кенігсберзька → Млавсько-Ельбінзька; Східно-Померанська; Берлінська → Штеттінсько-Ростоцька → Котбус-Потсдамська → Штремберг-Торгауська | 2-га УдА, 3-тя, 19-та, 33-тя, 43-тя, 48-ма, 49-та, 50-та, 65-та, 70-та ЗА 1-ша гв. ТА, 5-та гв. ТА 4-та ПА Дніпровська флотилія | переформований на Північну групу військ | І. Ю. Петров Г. Ф. Захаров К. Рокоссовський |                                       |

### 3-й Білоруський фронт
| Сформований з         | Час існування                   | Бойовий шлях (битви та операції) | Бойовий шлях (битви та операції) | Склад | Подальша доля                                    | Командувачі                                           |                       |
| Сформований з         | Час існування                   | Оборонні                         | Наступальні | Склад | Подальша доля                                    | Командувачі                                           |                       |
| 3-й Білоруський фронт | 3-й Білоруський фронт           | 3-й Білоруський фронт            | 3-й Білоруський фронт | 3-й Білоруський фронт | 3-й Білоруський фронт                            | 3-й Білоруський фронт                                 | 3-й Білоруський фронт |
| --------------------- | ------------------------------- | -------------------------------- | --- | --- | ------------------------------------------------ | ----------------------------------------------------- | --------------------- |
| Західний фронт        | 24 квітня 1944 — 15 серпня 1945 | Не брав участі                   | «Багратіон» → Вітебсько-Оршанська → Мінська → Вільнюська → Каунаська; Прибалтійська → Мемельська; Гумбіннен-Гольдапська; Східно-Прусська → Інстербурзько-Кенігсберзька → Млавсько-Ельбінзька → Растенбурзько-Хейльсберзька → Гайлігенбайлський мішок → Кенігсберзька → Земландська | 2-га гв. А, 11-та гв. А, 3-тя, 5-та, 21-ша, 28-ма, 31-ша, 33-тя, 39-та, 43-тя, 48-ма, 50-та ЗА 5-та гв. ТА 1-ша ПА, 3-тя ПА | переформований на Барановицький військовий округ | І. Д. Черняховський О. М. Василевський І. Х. Баграмян |                       |

### Брянський фронт
| Сформований з                   | Час існування                    | Бойовий шлях (битви та операції)                                                                 | Бойовий шлях (битви та операції)                                                               | Склад                                                                                                   | Подальша доля                   | Командувачі                                                                 |                                 |
| Сформований з                   | Час існування                    | Оборонні                                                                                         | Наступальні                                                                                    | Склад                                                                                                   | Подальша доля                   | Командувачі                                                                 |                                 |
| Брянський фронт 1-го формування | Брянський фронт 1-го формування  | Брянський фронт 1-го формування                                                                  | Брянський фронт 1-го формування                                                                | Брянський фронт 1-го формування                                                                         | Брянський фронт 1-го формування | Брянський фронт 1-го формування                                             | Брянський фронт 1-го формування |
| ------------------------------- | -------------------------------- | ------------------------------------------------------------------------------------------------ | ---------------------------------------------------------------------------------------------- | --- | ------------------------------- | --------------------------------------------------------------------------- | ------------------------------- |
| 20-й ск 25-й мк                 | 16 серпня — 10 листопада 1941    | Смоленська → Гомельско-Трубчевська оборонна операція; Битва за Москву → Брянська → 1-ша Тульська | Смоленська → Рославль-Новозибківська                                                           | 3-тя, 13-та, 21-ша, 50-та ЗА                                                                            | Розформований                   | А. І. Єрьоменко М. П. Петров Г. Ф. Захаров                                  |                                 |
| Брянський фронт 2-го формування |                                  |                                                                                                  |                                                                                                | |                                 |                                                                             |                                 |
| КМГ ген-л-та Костенко           | 24 грудня 1941 — 12 березня 1943 | Битва за Москву → Єлецька; Воронезько-Ворошиловградська; Воронезько-Харківська → 3-тя Харківська | Битва за Москву; Воронезько-Харківська → Воронезько-Касторненська → Мало-Архангельска операція | 3-тя, 13-та, 38-ма, 40-ва, 48-ма, 61-ша ЗА, КМГ ген.л-та Костенко 2-га, 5-та ТА 6-та СпА 2-га, 15-та ПА | Резервний фронт 2-го формування | Я. Т. Черевиченко П. І. Голиков Н. Є. Чибісов К. Рокоссовський М. А. Рейтер |                                 |
| Брянський фронт 3-го формування |                                  |                                                                                                  |                                                                                                | |                                 |                                                                             |                                 |
| Орловський фронт                | 28 березня — 10 жовтня 1943      | Курська дуга → Курська оборонна                                                                  | Курська дуга → Орловська → Болховсько-Орловська операція; 2-га Брянська                        | 11-та гв. А, 3-тя, 11-та, 50-та, 61-ша, 63-тя ЗА 3-тя гв. ТА, 4-та ТА 15-та ПА                          | Прибалтійський фронт            | М. А. Рейтер М. Попов                                                       |                                 |

### Волховський фронт
| Сформований з                     | Час існування                     | Бойовий шлях (битви та операції)  | Бойовий шлях (битви та операції)                                                                                      | Склад                                                           | Подальша доля                     | Командувачі                       |                                   |
| Сформований з                     | Час існування                     | Оборонні                          | Наступальні | Склад                                                           | Подальша доля                     | Командувачі                       |                                   |
| Волховський фронт 1-го формування | Волховський фронт 1-го формування | Волховський фронт 1-го формування | Волховський фронт 1-го формування                                                                                     | Волховський фронт 1-го формування                               | Волховський фронт 1-го формування | Волховський фронт 1-го формування | Волховський фронт 1-го формування |
| --------------------------------- | --------------------------------- | --------------------------------- | --- | --------------------------------------------------------------- | --------------------------------- | --------------------------------- | --------------------------------- |
| Ленінградський фронт              | 17 грудня 1941 — 23 квітня 1942   | Ленінград → Тихвінська оборонна   | Ленінград → Тихвінська наступальна → Любанська                                                                        | 2-га УдА, 4-та, 26-та, 29-та, 52-га, 59-та ЗА, Новгородська АОГ | Волховська оперативна група       | К. П. Мерецков                    |                                   |
| Волховський фронт 2-го формування |                                   |                                   | |                                                                 |                                   |                                   |                                   |
| Волховська оперативна група       | 9 червня 1942 — 15 лютого 1944    | Не брав участі                    | Ленінград → «Іскра» → «Полярна Зірка» → 3-тя Синявінська → Мгінська; Ленінградсько-Новгородська → Новгородсько-Лузька | 2-га УдА, 4-та, 8-ма, 52-га, 54-та, 59-та ЗА 14-та ПА           | Розформований                     | К. П. Мерецков                    |                                   |

### Воронезький фронт
| Сформований з                   | Час існування                 | Бойовий шлях (битви та операції)                                                                                          | Бойовий шлях (битви та операції) | Склад | Подальша доля         | Командувачі                 |                   |
| Сформований з                   | Час існування                 | Оборонні | Наступальні | Склад | Подальша доля         | Командувачі                 |                   |
| Воронезький фронт               | Воронезький фронт             | Воронезький фронт | Воронезький фронт | Воронезький фронт | Воронезький фронт     | Воронезький фронт           | Воронезький фронт |
| ------------------------------- | ----------------------------- | --- | --- | --- | --------------------- | --------------------------- | ----------------- |
| Брянський фронт 2-го формування | 9 липня 1942 — 20 жовтня 1943 | Воронезько-Ворошиловградська; Воронезько-Харківська → 3-тя Харківська → Рильсько-Сумська; Курська дуга → Курська оборонна | Сталінградська → Середньодонська; Воронезько-Харківська → Острогозько-Розсошанська → Воронезько-Касторненська → «Зірка»; Курська дуга → Бєлгородсько-Харківська; Битва за Дніпро → Чернігівсько-Полтавська → Сумсько-Прилуцька → Київська → Лютізька | 4-та гв. А, 5-та гв. А, 6-та гв. А, 7-ма гв. А, 6-та, 13-та, 21-ша, 27-ма, 38-ма, 40-ва, 47-ма, 52-га, 60-та, 64-та, 69-та ЗА 3-тя гв. ТА, 5-та гв. ТА, 1-ша ТА, 3-тя ТА 2-га ПА | 1-й Український фронт | П. І. Голиков М. Ф. Ватутін |                   |

### Донський фронт
| Сталінградський фронт | 30 вересня 1942 — 15 лютого 1943 | Сталінградська → «Фішрайер» | Сталінградська → «Уран» → «Кільце» | 1-ша гв. А, 21-ша, 24-та, 57-ма, 62-га, 63-тя, 64-та, 65-та, 66-та ЗА 4-та ТА 16-та ПА | Центральний фронт | К. Рокоссовський |

### Закавказький фронт
| Сформований з                                                  | Час існування                      | Бойовий шлях (битви та операції)                                                                       | Бойовий шлях (битви та операції)                                      | Склад | Подальша доля                      | Командувачі                        |                                    |
| Сформований з                                                  | Час існування                      | Оборонні                                                                                               | Наступальні                                                           | Склад | Подальша доля                      | Командувачі                        |                                    |
| Закавказький фронт 1-го формування                             | Закавказький фронт 1-го формування | Закавказький фронт 1-го формування                                                                     | Закавказький фронт 1-го формування                                    | Закавказький фронт 1-го формування                                                                                     | Закавказький фронт 1-го формування | Закавказький фронт 1-го формування | Закавказький фронт 1-го формування |
| -------------------------------------------------------------- | ---------------------------------- | --- | --------------------------------------------------------------------- | --- | ---------------------------------- | ---------------------------------- | ---------------------------------- |
| Закавказький військовий округ Севастопольський оборонний район | 23 серпня — 30 грудня 1941         | Не брав участі                                                                                         | Іранська; Битва за Крим → Керченсько-Феодосійська десантна            | 44-та, 45-та, 46-та, 47-ма, 51-ша ЗА СОР Чорноморський флот, Азовська флотилія                                         | Кавказький фронт                   | Д. Т. Козлов                       |                                    |
| Закавказький фронт 2-го формування                             |                                    | |                                                                       | |                                    |                                    |                                    |
| Закавказький військовий округ                                  | 15 травня 1942 — 25 травня 1945    | Кавказ → «Едельвейс» → Новоросійська → Моздок-Малгобецька → Туапсинська → Нальчицько-Орджонікідзевська | Північно-Кавказька → Моздок-Ставропольська → Новоросійсько-Майкопська | ПГВ, ЧГВ 4-та, 9-та, 12-та, 18-та, 24-та, 37-ма, 44-та, 45-та, 46-та, 47-ма, 56-та, 58-ма ЗА 4-та ПА, 5-та ПА 8-ма СпА | Тбіліський військовий округ        | І. В. Тюленєв                      |                                    |

### Західний фронт
| Сформований з                       | Час існування                   | Бойовий шлях (битви та операції) | Бойовий шлях (битви та операції) | Склад | Подальша доля         | Командувачі                                                                                                 |                |
| Сформований з                       | Час існування                   | Оборонні | Наступальні | Склад | Подальша доля         | Командувачі                                                                                                 |                |
| Західний фронт                      | Західний фронт                  | Західний фронт | Західний фронт | Західний фронт | Західний фронт        | Західний фронт                                                                                              | Західний фронт |
| ----------------------------------- | ------------------------------- | --- | --- | --- | --------------------- | --- | -------------- |
| Західний Особливий військовий округ | 22 червня 1941 — 24 квітня 1944 | «Барбаросса» → Прикордонні → 1-ша Білоруська → Білостоцько-Мінська → Вітебська → Смоленська; «Тайфун» → Вяземська → Можайсько-Малоярославецька → Тульська оборонна → Наро-Фомінська → Калінінська оборонна → Клинсько-Сонячногірська оборонна | 1-ша Білоруська → Лепельський контрнаступ → Смоленська → Рогачевсько-Жлобинська → Духовщинська; Московська → Калінінська наступальна → Клинсько-Сонячногірська наступальна → Тульська наступальна → Калузька → Вяземська десантна; Ржевська → 1-ша Ржевсько-Вяземська → Можайсько-Вяземська → 1-ша Ржевсько-Сичовська → 2-га Ржевсько-Сичовська → 2-га Ржевсько-Вяземська; Курська дуга → Орловська; Смоленська → Спас-Деменська → Єльнинсько-Дорогобузька → Смоленсько-Рославльська; Оршанська; Вітебська | 10-та гв. А, 11-та гв. А, 3-тя, 4-та, 5-та, 10-та, 11-та, 13-та, 16-та, 19-та, 20-та, 21-ша, 22-га, 28-ма, 29-та, 30-та, 31-ша, 32-га, 33-тя, 39-та, 43-тя, 49-та, 50-та, 61-ша, 68-ма ЗА 3-тя ТА, 4-та ТА 1-ша ПА 1-ша СпА | 3-й Білоруський фронт | Д. Г. Павлов А. І. Єрьоменко С. К. Тимошенко І. С. Конєв Г. К. Жуков В. Д. Соколовський І. Д. Черняховський |                |

### Кавказький фронт
| Сформований з                      | Час існування                  | Бойовий шлях (битви та операції)   | Бойовий шлях (битви та операції) | Склад                                                                                 | Подальша доля                                 | Командувачі      |                  |
| Сформований з                      | Час існування                  | Оборонні                           | Наступальні                      | Склад                                                                                 | Подальша доля                                 | Командувачі      |                  |
| Кавказький фронт                   | Кавказький фронт               | Кавказький фронт                   | Кавказький фронт                 | Кавказький фронт                                                                      | Кавказький фронт                              | Кавказький фронт | Кавказький фронт |
| ---------------------------------- | ------------------------------ | ---------------------------------- | -------------------------------- | ------------------------------------------------------------------------------------- | --------------------------------------------- | ---------------- | ---------------- |
| Закавказький фронт 1-го формування | 30 грудня 1941 — 28 січня 1942 | Крим → Оборона Криму → Севастополь | Керченсько-Феодосійська десантна | 44-та, 45-та, 46-та, 47-ма, 51-ша ЗА СОР, ПримА Чорноморський флот, Азовська флотилія | Кримський фронт Закавказький військовий округ | Д. Т. Козлов     |                  |

### Калінінський фронт
| Сформований з      | Час існування                   | Бойовий шлях (битви та операції)                                                         | Бойовий шлях (битви та операції) | Склад                                                                                 | Подальша доля            | Командувачі                               |                    |
| Сформований з      | Час існування                   | Оборонні                                                                                 | Наступальні | Склад                                                                                 | Подальша доля            | Командувачі                               |                    |
| Калінінський фронт | Калінінський фронт              | Калінінський фронт                                                                       | Калінінський фронт | Калінінський фронт                                                                    | Калінінський фронт       | Калінінський фронт                        | Калінінський фронт |
| ------------------ | ------------------------------- | ---------------------------------------------------------------------------------------- | --- | ------------------------------------------------------------------------------------- | ------------------------ | ----------------------------------------- | ------------------ |
| Західний фронт     | 19 жовтня 1941 — 20 жовтня 1943 | «Тайфун» → Калінінська оборонна → Клинсько-Сонячногірська оборонна; Ржевська → «Зейдліц» | Московська → Калінінська наступальна → Клинсько-Сонячногірська наступальна → Торопецько-Холмська; Ржевська → 1-ша Ржевсько-Вяземська → 1-ша Ржевсько-Сичовська → Операція «Марс» → 2-га Ржевсько-Вяземська; Великолуцька; Смоленська → Духовщинсько-Демидівська; Невельська | 3-тя УдА, 4-та УдА, 20-та, 22-га, 29-та, 30-та, 31-ша, 41-ша, 43-тя, 58-ма ЗА 3-тя ПА | 1-й Прибалтійський фронт | І. С. Конєв М. О. Пуркаєв А. І. Єрьоменко |                    |

### Карельський фронт
| Сформований з     | Час існування                      | Бойовий шлях (битви та операції)        | Бойовий шлях (битви та операції)                                                                                            | Склад                                                                                     | Подальша доля     | Командувачі                 |                   |
| Сформований з     | Час існування                      | Оборонні                                | Наступальні | Склад                                                                                     | Подальша доля     | Командувачі                 |                   |
| Карельський фронт | Карельський фронт                  | Карельський фронт                       | Карельський фронт | Карельський фронт                                                                         | Карельський фронт | Карельський фронт           | Карельський фронт |
| ----------------- | ---------------------------------- | --------------------------------------- | --- | ----------------------------------------------------------------------------------------- | ----------------- | --------------------------- | ----------------- |
| Північний фронт   | 19 жовтня 1941 — 15 листопада 1944 | Заполяр'я → «Зільберфукс» → «Полярфукс» | Заполяр'я → Мурманська → Кестеньга → Кандалакшська; Петсамо-Кіркенеська; Виборзько-Петрозаводська → Свірсько-Петрозаводська | 7-ма, 14-та, 19-та, 26-та, 32-га ЗА Кемська ОГ, Медвеж'єгорська ОГ, Масельська ОГ 7-ма ПА | Розформований     | В. О. Фролов К. П. Мерецков |                   |

### Кримський фронт
| Сформований з    | Час існування             | Бойовий шлях (битви та операції)                                       | Бойовий шлях (битви та операції) | Склад                                                                | Подальша доля   | Командувачі     |                 |
| Сформований з    | Час існування             | Оборонні                                                               | Наступальні                      | Склад                                                                | Подальша доля   | Командувачі     |                 |
| Кримський фронт  | Кримський фронт           | Кримський фронт                                                        | Кримський фронт                  | Кримський фронт                                                      | Кримський фронт | Кримський фронт | Кримський фронт |
| ---------------- | ------------------------- | ---------------------------------------------------------------------- | -------------------------------- | -------------------------------------------------------------------- | --------------- | --------------- | --------------- |
| Кавказький фронт | 28 січня — 19 травня 1942 | Крим → Оборона Криму → Севастополь → «Штерфанг» → «Полювання на дрохв» | Не брав участі                   | 44-та, 47-ма, 51-ша, ПримА СОР Чорноморський флот, Азовська флотилія | Розформований   | Д. Т. Козлов    |                 |

### Курський фронт
| Резервний фронт (2ф) | 23 — 27 березня 1943 | Не брав участі | Не брав участі | 38-ма, 60-та ЗА 15-та ПА | Орловський фронт | М. А. Рейтер |

### Ленінградський фронт
| Сформований з        | Час існування                  | Бойовий шлях (битви та операції)                                                                           | Бойовий шлях (битви та операції) | Склад | Подальша доля                   | Командувачі                                                                    |
| Сформований з        | Час існування                  | Оборонні                                                                                                   | Наступальні | Склад | Подальша доля                   | Командувачі                                                                    |
| Ленінградський фронт | Ленінградський фронт           | Ленінградський фронт                                                                                       | Ленінградський фронт | Ленінградський фронт | Ленінградський фронт            | Ленінградський фронт                                                           |
| -------------------- | ------------------------------ | --- | --- | --- | ------------------------------- | ------------------------------------------------------------------------------ |
| Північний фронт      | 27 серпня 1941 — 24 липня 1945 | Ленінград → Ленінградська оборонна → Виборзсько-Кексгольмська → Кінгісеппсько-Лузька → Тихвінська оборонна | Ленінград → 1-ша Синявінська → 2-га Синявінська → Тихвінська наступальна → Любанська → «Іскра» → «Полярна Зірка» → 3-тя Синявінська → Мгінська; Псковська; Нарва → Плацдарм Нарва → «Танненберг»; Ленінградсько-Новгородська → Красносільсько-Ропшинська → Новгородсько-Лузька → Кінгісеппсько-Гдовська; Виборзько-Петрозаводська → Виборзька; Прибалтійська → Талліннська → Моонзундська; Курляндський мішок | 6-та гв. А, 10-та гв. А, 1-ша УдА, 2-га УдА, 4-та УдА, 4-та, 8-ма, 20-та, 21-ша, 22-га, 23-тя, 42-га, 48-ма, 51-ша, 52-га, 54-та, 55-та, 59-та, 67-ма ЗА Курляндська ГВ, Копорська ОГ, Невська ОГ, Приморська ОГ, Слуцько-Колпинська ОГ, Південна ОГ 3-тя ПА, 13-та ПА, 15-та ПА, Ленінград. А ППО | Ленінградський військовий округ | М. Попов К. Є. Ворошилов Г. К. Жуков І. Федюнінський М. С. Хозін Л. О. Говоров |

### Московська зона оборони
| Сформований з                | Час існування                  | Бойовий шлях (битви та операції) | Бойовий шлях (битви та операції) | Склад                    | Подальша доля           | Командувачі             |
| Сформований з                | Час існування                  | Оборонні                         | Наступальні                      | Склад                    | Подальша доля           | Командувачі             |
| Московська зона оборони      | Московська зона оборони        | Московська зона оборони          | Московська зона оборони          | Московська зона оборони  | Московська зона оборони | Московська зона оборони |
| ---------------------------- | ------------------------------ | -------------------------------- | -------------------------------- | ------------------------ | ----------------------- | ----------------------- |
| Московський військовий округ | 2 грудня 1941 — 15 жовтня 1943 | «Тайфун»                         | Московська                       | 24-та, 60-та ЗА 3-тя СпА | Розформована            | П. А. Артем'єв          |

### Московський резервний фронт
| Сформований з                  | Час існування               | Бойовий шлях (битви та операції) | Бойовий шлях (битви та операції) | Склад                                                                        | Подальша доля               | Командувачі                 |
| Сформований з                  | Час існування               | Оборонні                         | Наступальні                      | Склад                                                                        | Подальша доля               | Командувачі                 |
| Московський резервний фронт    | Московський резервний фронт | Московський резервний фронт      | Московський резервний фронт      | Московський резервний фронт                                                  | Московський резервний фронт | Московський резервний фронт |
| ------------------------------ | --------------------------- | -------------------------------- | -------------------------------- | ---------------------------------------------------------------------------- | --------------------------- | --------------------------- |
| Фронт Можайської лінії оборони | 9 — 12 жовтня 1941          | «Тайфун»                         | Не брав участі                   | 5-та ЗА Волоколамський УР, Калузький УР, Малоярославецький УР, Можайський УР | Західний фронт              | П. А. Артем'єв              |

### Орловський фронт
| Сформований з    | Час існування        | Бойовий шлях (битви та операції) | Бойовий шлях (битви та операції) | Склад                   | Подальша доля        | Командувачі      |
| Сформований з    | Час існування        | Оборонні                         | Наступальні                      | Склад                   | Подальша доля        | Командувачі      |
| Орловський фронт | Орловський фронт     | Орловський фронт                 | Орловський фронт                 | Орловський фронт        | Орловський фронт     | Орловський фронт |
| ---------------- | -------------------- | -------------------------------- | -------------------------------- | ----------------------- | -------------------- | ---------------- |
| Курський фронт   | 27 — 28 березня 1943 | Не брав участі                   | Не брав участі                   | 3-тя, 61-ша ЗА 15-та ПА | Брянський фронт (3ф) | М. А. Рейтер     |

### Південний фронт
| Сформований з                   | Час існування                   | Бойовий шлях (битви та операції) | Бойовий шлях (битви та операції)                                                                  | Склад                                                                        | Подальша доля                   | Командувачі                                                      |
| Сформований з                   | Час існування                   | Оборонні | Наступальні                                                                                       | Склад                                                                        | Подальша доля                   | Командувачі                                                      |
| Південний фронт 1-го формування | Південний фронт 1-го формування | Південний фронт 1-го формування | Південний фронт 1-го формування                                                                   | Південний фронт 1-го формування                                              | Південний фронт 1-го формування | Південний фронт 1-го формування                                  |
| ------------------------------- | ------------------------------- | --- | ------------------------------------------------------------------------------------------------- | ---------------------------------------------------------------------------- | ------------------------------- | ---------------------------------------------------------------- |
| Немає                           | 22 червня 1941 — 12 липня 1942  | «Барбаросса» → Прикордонні → Львівсько-Чернівецька → Станіславсько-Проскурівська → «Мюнхен» → Тирасполь-Мелітопольська → Уманська → Дніпропетровська → 1-ша Донбаська → 1-ша Ростовська → 1-ша Ростовська оборонна; Воронезько-Ворошиловградська → Ворошиловградсько-Шахтинська | 1-ша Ростовська → 1-ша Ростовська наступальна; Барвінково-Лозовська; 2-га Харківська              | 6-та, 9-та, 12-та, 18-та, 24-та, 37-ма, 51-ша, 56-та, 57-ма ЗА ПримА 4-та ПА | Північно-Кавказький фронт       | І. В. Тюленєв Д. І. Рябишев Я. Т. Черевиченко Р. Я. Малиновський |
| Південний фронт 2-го формування |                                 | |                                                                                                   |                                                                              |                                 |                                                                  |
| Сталінградський фронт           | 1 січня — 20 жовтня 1943        | Не брав участі | Північно-Кавказька; 3-тя Ростовська; 3-тя Донбаська → Міуська; Нижньодніпровська → Мелітопольська | 2-га гв. А, 3-тя гв. А, 28-ма, 44-та, 51-ша ЗА 8-ма ПА Азовська флотилія     | 4-й Український фронт           | А. І. Єрьоменко Р. Я. Малиновський Ф. І. Толбухін                |

### Південно-Західний фронт
| Київський Особливий військовий округ    | 22 червня 1941 — 12 липня 1942  | «Барбаросса» → Прикордонні → Дубно → Львівсько-Чернівецька → Львівсько-Луцька → Станіславсько-Проскурівська → Київська → Уманська → Сумсько-Харківська → 1-ша Харківська → 1-ша Донбаська → 1-ша Ростовська → 1-ша Ростовська оборонна; Воронезько-Ворошиловградська → Валуйсько-Россошанська | Битва за Москву → Єлецька → Курсько-Обояньська; Барвінково-Лозовська; 2-га Харківська | 3-тя, 5-та, 6-та, 9-та, 12-та, 13-та, 21-ша, 26-та, 28-ма, 37-ма, 38-ма, 40-ва, 57-ма, 61-ша ЗА Київський УР, Летичівський УР, Коростенський УР, Новоград-Волинський УР, Шепетівський УР, Остропольський УР, Ізяславський УР 7-ма СпА 8-ма ПА | Південний фронт Сталінградський фронт | М. П. Кирпонос С. К. Тимошенко Ф. Я. Костенко |
| Південно-Західний фронт 2-го формування |                                 | | | |                                       |                                               |
| Немає                                   | 25 жовтня 1942 — 20 жовтня 1943 | Воронезько-Харківська → 3-тя Харківська | Сталінградська → «Уран» → Середньодонська; Воронезько-Харківська → Острогозько-Розсошанська → «Зірка» → Міллерово-Ворошиловградська; Ізюм-Барвінківська; Ворошиловградська; 3-тя Донбаська; Барвінково-Павлоградська; Нижньодніпровська → Запорізька | 1-ша гв. А, 3-тя гв. А, 8-ма гв. А, 5-та УдА, 6-та, 12-та, 21-ша, 46-та, 57-ма, 62-га, 63-тя ЗА 3-тя ТА, 5-та ТА 2-га ПА, 17-та ПА | 3-й Український фронт                 | М. Ф. Ватутін Р. Я. Малиновський              |

### Південно-Східний фронт
| Сформований з            | Час існування              | Бойовий шлях (битви та операції) | Бойовий шлях (битви та операції) | Склад                                                                                           | Подальша доля            | Командувачі            |
| Сформований з            | Час існування              | Оборонні                         | Наступальні                      | Склад                                                                                           | Подальша доля            | Командувачі            |
| Південно-Східний фронт   | Південно-Східний фронт     | Південно-Східний фронт           | Південно-Східний фронт           | Південно-Східний фронт                                                                          | Південно-Східний фронт   | Південно-Східний фронт |
| ------------------------ | -------------------------- | -------------------------------- | -------------------------------- | ----------------------------------------------------------------------------------------------- | ------------------------ | ---------------------- |
| Сталінградський фронт 1ф | 7 серпня — 30 вересня 1942 | Сталінградська → «Фішрайер»      | Не брав участі                   | Сталінградський фронт 1-ша гв. А, 28-ма, 51-ша, 57-ма, 62-га, 64-та ЗА 8-ма ПА Волзька флотилія | Сталінградський фронт 2ф | А. І. Єрьоменко        |

### Північний фронт
| Сформований з                   | Час існування              | Бойовий шлях (битви та операції)                                                                             | Бойовий шлях (битви та операції) | Склад                                                         | Подальша доля                          | Командувачі     |
| Сформований з                   | Час існування              | Оборонні | Наступальні                      | Склад                                                         | Подальша доля                          | Командувачі     |
| Північний фронт                 | Північний фронт            | Північний фронт                                                                                              | Північний фронт                  | Північний фронт                                               | Північний фронт                        | Північний фронт |
| ------------------------------- | -------------------------- | --- | -------------------------------- | ------------------------------------------------------------- | -------------------------------------- | --------------- |
| Ленінградський військовий округ | 24 червня — 26 серпня 1941 | Заполяр'я; Талліннська; Ленінград → Ленінградська оборонна → Виборзсько-Кексгольмська → Кінгісеппсько-Лузька | Не брав участі                   | 7-ма, 8-ма, 14-та, 23-тя, 48-ма ЗА Лузька ОГ Балтійський флот | Ленінградський фронт Карельський фронт | М. Попов        |

### Північно-Західний фронт
| Сформований з                             | Час існування                   | Бойовий шлях (битви та операції)                                                                       | Бойовий шлях (битви та операції) | Склад | Подальша доля           | Командувачі                                                             |
| Сформований з                             | Час існування                   | Оборонні                                                                                               | Наступальні | Склад | Подальша доля           | Командувачі                                                             |
| Північно-Західний фронт                   | Північно-Західний фронт         | Північно-Західний фронт                                                                                | Північно-Західний фронт | Північно-Західний фронт | Північно-Західний фронт | Північно-Західний фронт                                                 |
| ----------------------------------------- | ------------------------------- | --- | --- | --- | ----------------------- | ----------------------------------------------------------------------- |
| Прибалтійський Особливий військовий округ | 22 червня 1941 — 20 жовтня 1943 | «Барбаросса» → Прикордонні → 1-ша Прибалтійська → Ленінград → Ленінградська оборонна → 1-ша Дем'янська | 1-ша Прибалтійська → Расейняйська; Ленінград → Сольци → Стара Русса → Тихвінська наступальна → Торопецько-Холмська → 2-га Дем'янська → Староруська | 1-ша УдА, 3-тя УдА, 4-та УдА, 8-ма, 11-та, 22-га, 27-ма, 34-та, 48-ма, 53-тя, 68-ма ЗА Новгородська АГр Особлива група військ генерала Хозіна 1-ша ТА 6-та ПА | Немає                   | Ф. І. Кузнецов П. Собенников П. О. Курочкін С. К. Тимошенко І. С. Конєв |

### Північно-Кавказький фронт
| Сформований з                             | Час існування                             | Бойовий шлях (битви та операції)                                                       | Бойовий шлях (битви та операції)                                                                                                  | Склад | Подальша доля                             | Командувачі                               |
| Сформований з                             | Час існування                             | Оборонні                                                                               | Наступальні | Склад | Подальша доля                             | Командувачі                               |
| Північно-Кавказький фронт 1-го формування | Північно-Кавказький фронт 1-го формування | Північно-Кавказький фронт 1-го формування                                              | Північно-Кавказький фронт 1-го формування                                                                                         | Північно-Кавказький фронт 1-го формування | Північно-Кавказький фронт 1-го формування | Північно-Кавказький фронт 1-го формування |
| ----------------------------------------- | ----------------------------------------- | -------------------------------------------------------------------------------------- | --- | --- | ----------------------------------------- | ----------------------------------------- |
| Кримський фронт Південний фронт           | 20 травня — 4 вересня 1942                | Кавказ → «Едельвейс» → Тихорєцько-Ставропольська → Армавіро-Майкопська → Новоросійська | Не брав участі | 9-та, 12-та, 18-та, 24-та, 37-ма, 44-та, 47-ма, 51-ша, 56-та ЗА, ПримАрм Севастопольський ОР, Новоросійський ОР, Туапсинський ОР Чорноморський флот, Азовська флотилія 4-та ПА, 5-та ПА | Чорноморська група військ                 | С. М. Будьонний                           |
| Північно-Кавказький фронт 2-го формування |                                           |                                                                                        | | |                                           |                                           |
| Північна група військ                     | 24 січня — 20 листопада 1943              | Не брав участі                                                                         | Кавказ → Північно-Кавказька → Краснодарська → Новоросійсько-Таманська → Новоросійська десантна → Керченсько-Ельтигенська десантна | 9-та, 18-та, 37-ма, 44-та, 46-та, 47-ма, 56-та, 58-ма ЗА Чорноморський флот, Азовська флотилія 4-та ПА, 5-та ПА                                                                         | Приморська армія                          | І. Масленников І. Ю. Петров               |

### Прибалтійський фронт
| Брянський фронт (3ф) | 10 — 20 жовтня 1943 | Не брав участі | Не брав участі | 6-та гв. А, 11-та гв. А, 3-тя УдА, 11-та, 20-та, 22-га ЗА 15-та ПА | 2-й Прибалтійський фронт | М. Попов |

### 1-й Прибалтійський фронт
| Сформований з            | Час існування                   | Бойовий шлях (битви та операції) | Бойовий шлях (битви та операції) | Склад                                                                                            | Подальша доля            | Командувачі                    |
| Сформований з            | Час існування                   | Оборонні                         | Наступальні | Склад                                                                                            | Подальша доля            | Командувачі                    |
| 1-й Прибалтійський фронт | 1-й Прибалтійський фронт        | 1-й Прибалтійський фронт         | 1-й Прибалтійський фронт | 1-й Прибалтійський фронт                                                                         | 1-й Прибалтійський фронт | 1-й Прибалтійський фронт       |
| ------------------------ | ------------------------------- | -------------------------------- | --- | ------------------------------------------------------------------------------------------------ | ------------------------ | ------------------------------ |
| Калінінський фронт       | 20 жовтня 1943 — 21 лютого 1945 | Не брав участі                   | Городоцька; Вітебська; «Багратіон» → Мінська → Полоцька → Шяуляйська; Прибалтійська → Ризька → Мемельська; Східно-Прусська → Інстербурзько-Кенігсберзька | 2-га гв. А, 6-та гв. А, 11-та гв. А, 4-та УдА, 39-та, 43-тя, 51-ша, 61-ша ЗА 5-та гв. ТА 3-тя ПА | Земландська група військ | А. І. Єрьоменко І. Х. Баграмян |

### 2-й Прибалтійський фронт
| Сформований з            | Час існування                  | Бойовий шлях (битви та операції) | Бойовий шлях (битви та операції)                                                                                                | Склад | Подальша доля            | Командувачі                            |
| Сформований з            | Час існування                  | Оборонні                         | Наступальні | Склад | Подальша доля            | Командувачі                            |
| 2-й Прибалтійський фронт | 2-й Прибалтійський фронт       | 2-й Прибалтійський фронт         | 2-й Прибалтійський фронт | 2-й Прибалтійський фронт | 2-й Прибалтійський фронт | 2-й Прибалтійський фронт               |
| ------------------------ | ------------------------------ | -------------------------------- | --- | --- | ------------------------ | -------------------------------------- |
| Прибалтійський фронт     | 20 жовтня 1943 — 1 квітня 1945 | Не брав участі                   | Ленінградсько-Новгородська → Старорусько-Новоржевська; Режицько-Двінська; Мадонська; Прибалтійська → Ризька; Курляндський мішок | 6-та гв. А, 10-та гв. А, 11-та гв. А, 1-ша УдА, 3-тя УдА, 4-та УдА, 11-та, 20-та, 22-га, 42-га, 51-ша ЗА 14-та ПА, 15-та ПА | Курляндська група військ | М. Попов А. І. Єрьоменко Л. О. Говоров |

### 3-й Прибалтійський фронт
| Сформований з                              | Час існування              | Бойовий шлях (битви та операції) | Бойовий шлях (битви та операції)                        | Склад                                            | Подальша доля            | Командувачі              |
| Сформований з                              | Час існування              | Оборонні                         | Наступальні                                             | Склад                                            | Подальша доля            | Командувачі              |
| 3-й Прибалтійський фронт                   | 3-й Прибалтійський фронт   | 3-й Прибалтійський фронт         | 3-й Прибалтійський фронт                                | 3-й Прибалтійський фронт                         | 3-й Прибалтійський фронт | 3-й Прибалтійський фронт |
| ------------------------------------------ | -------------------------- | -------------------------------- | ------------------------------------------------------- | ------------------------------------------------ | ------------------------ | ------------------------ |
| військ лівого крила Ленінградського фронту | 21 квітня — 16 жовтня 1944 | Не брав участі                   | Псковсько-Островська; Тартуська; Прибалтійська → Ризька | 1-ша УдА, 42-га, 54-та, 61-ша, 67-ма ЗА 14-та ПА | Розформований            | І. Масленников           |

### Резервний фронт
| Немає                           | 30 липня — 10 жовтня 1941 | «Тайфун» → Вяземська | Смоленська → Єльнінська | 24-та, 31-ша, 32-га, 33-тя, 34-та, 43-тя, 49-та ЗА Ржевсько-Вяземський УР, Спасько-Деменський УР | Західний фронт | Г. К. Жуков С. М. Будьонний |
| Резервний фронт 2-го формування |                           |                      |                         |                                                                                                  |                |                             |
| Брянський фронт 2-го формування | 12 — 23 березня 1943      | Не брав участі       | Не брав участі          | 2-га резервна, 24-та, 66-та ЗА                                                                   | Курський фронт | М. А. Рейтер                |

### Сталінградський фронт
| Сформований з                         | Час існування                         | Бойовий шлях (битви та операції)      | Бойовий шлях (битви та операції)          | Склад | Подальша доля                         | Командувачі                                  |
| Сформований з                         | Час існування                         | Оборонні                              | Наступальні                               | Склад | Подальша доля                         | Командувачі                                  |
| Сталінградський фронт 1-го формування | Сталінградський фронт 1-го формування | Сталінградський фронт 1-го формування | Сталінградський фронт 1-го формування     | Сталінградський фронт 1-го формування                                                                                                | Сталінградський фронт 1-го формування | Сталінградський фронт 1-го формування        |
| ------------------------------------- | ------------------------------------- | ------------------------------------- | ----------------------------------------- | --- | ------------------------------------- | -------------------------------------------- |
| Південно-Західний фронт               | 12 липня — 30 вересня 1942            | Сталінградська → «Фішрайер»           | Не брав участі                            | 1-ша гв. А, 8-ма, 21-ша, 24-та, 28-ма, 38-ма, 51-ша, 57-ма, 62-га, 63-тя, 64-та, 66-та ЗА 1-ша ТА, 4-та ТА 16-та ПА Волзька флотилія | Донський фронт                        | С. К. Тимошенко В. М. Гордов А. І. Єрьоменко |
| Сталінградський фронт 2-го формування |                                       |                                       |                                           | |                                       |                                              |
| Південно-Східний фронт                | 30 жовтня — 31 грудня 1942            | Сталінградська → «Фішрайер»           | Сталінградська → «Уран» → Котельниковська | 2-га гв. А, 5-та УдА, 28-ма, 51-ша, 57-ма, 62-га, 64-та ЗА 8-ма ПА                                                                   | Південний фронт                       | А. І. Єрьоменко                              |

### Степовий фронт
| Сформований з             | Час існування            | Бойовий шлях (битви та операції) | Бойовий шлях (битви та операції) | Склад | Подальша доля         | Командувачі    |
| Сформований з             | Час існування            | Оборонні                         | Наступальні | Склад | Подальша доля         | Командувачі    |
| Степовий фронт            | Степовий фронт           | Степовий фронт                   | Степовий фронт | Степовий фронт                                                                                             | Степовий фронт        | Степовий фронт |
| ------------------------- | ------------------------ | -------------------------------- | --- | --- | --------------------- | -------------- |
| Степовий військовий округ | 9 липня — 20 жовтня 1943 | Курська дуга → Курська оборонна  | Курська дуга → Бєлгородсько-Харківська; Дніпро → Чернігівсько-Полтавська → Полтавсько-Кременчуцька → Нижньодніпровська → П'ятихатська | 4-та гв. А, 5-та гв. А, 7-ма гв. А, 27-ма, 37-ма, 46-та, 47-ма, 53-тя, 57-ма, 69-та ЗА 5-та гв. ТА 5-та ПА | 2-й Український фронт | І. С. Конєв    |

### 1-й Український фронт
| Сформований з         | Час існування                   | Бойовий шлях (битви та операції) | Бойовий шлях (битви та операції) | Склад | Подальша доля           | Командувачі                           |
| Сформований з         | Час існування                   | Оборонні                         | Наступальні | Склад | Подальша доля           | Командувачі                           |
| 1-й Український фронт | 1-й Український фронт           | 1-й Український фронт            | 1-й Український фронт | 1-й Український фронт | 1-й Український фронт   | 1-й Український фронт                 |
| --------------------- | ------------------------------- | -------------------------------- | --- | --- | ----------------------- | ------------------------------------- |
| Воронезький фронт     | 20 жовтня 1943 — 10 червня 1945 | Київська → Київська оборонна     | Київська → Лютізька → Букринська; Дніпровсько-Карпатська → Житомирсько-Бердичівська → Корсунь-Шевченківська → Рівненсько-Луцька → Проскурівсько-Чернівецька → Кам'янець-Подільський; Львівсько-Сандомирська; Східно-Карпатська → Карпатсько-Дуклінська → Карпатсько-Ужгородська; Вісло-Одерська → Сандомирсько-Сілезька; Нижньо-Сілезька; Верхньо-Сілезька; Берлінська → Котбус-Потсдамська → Штремберг-Торгауська; Празька | 1-ша гв. А, 3-тя гв. А, 5-та гв. А, 6-та, 13-та, 18-та, 21-ша, 27-ма, 28-ма, 31-ша, 38-ма, 40-ва, 47-ма, 52-га, 59-та, 60-та ЗА 2-га А (ВП) 1-ша гв. ТА, 3-тя гв. ТА, 4-та гв. ТА, 1-ша ТА, 2-га ТА, 4-та ТА, 6-та ТА 2-га ПА, 8-ма ПА | Центральна група військ | М. Ф. Ватутін Г. К. Жуков І. С. Конєв |

### 2-й Український фронт
| Сформований з         | Час існування                   | Бойовий шлях (битви та операції) | Бойовий шлях (битви та операції) | Склад | Подальша доля             | Командувачі                    |
| Сформований з         | Час існування                   | Оборонні                         | Наступальні | Склад | Подальша доля             | Командувачі                    |
| 2-й Український фронт | 2-й Український фронт           | 2-й Український фронт            | 2-й Український фронт | 2-й Український фронт | 2-й Український фронт     | 2-й Український фронт          |
| --------------------- | ------------------------------- | -------------------------------- | --- | --- | ------------------------- | ------------------------------ |
| Степовий фронт        | 20 жовтня 1943 — 10 червня 1945 | Не брав участі                   | Дніпро → Нижньодніпровська → П'ятихатська; Дніпровсько-Карпатська → Кіровоградська → Корсунь-Шевченківська → Рівненсько-Луцька → Проскурівсько-Чернівецька → Умансько-Ботошанська → Одеська; 1-ша Яссько-Кишинівська → 1-й Тиргу-Фрумос → 2-й Тиргу-Фрумос; 2-га Яссько-Кишинівська; Румунська; Белградська → Західно-Карпатська; Банська-Бистрицька; Дебреценська; Будапештська → Кечкемет-Будапештська → Сольнок-Будапештська → Ньїредьхаза-Мішкольцька → Будапешт → Естергом-Комарновська; Нижньо-Сілезька; Верхньо-Сілезька; Віденська → Штурм Відня; Братиславсько-Брновська; Празька | 4-та гв. А, 5-та гв. А, 7-ма гв. А, 9-та гв. А, 27-ма, 37-ма, 40-ва, 46-та, 52-га, 53-тя, 57-ма ЗА 1-ша румунська А, 4-та румунська А КМГ 5-та гв. ТА, 6-та гв. ТА, 2-га ТА, 6-та ТА 5-та ПА Дунайська флотилія | Одеський військовий округ | І. С. Конєв Р. Я. Малиновський |

### 3-й Український фронт
| Сформований з               | Час існування                   | Бойовий шлях (битви та операції) | Бойовий шлях (битви та операції) | Склад | Подальша доля         | Командувачі                       |
| Сформований з               | Час існування                   | Оборонні                         | Наступальні | Склад | Подальша доля         | Командувачі                       |
| 3-й Український фронт       | 3-й Український фронт           | 3-й Український фронт            | 3-й Український фронт | 3-й Український фронт | 3-й Український фронт | 3-й Український фронт             |
| --------------------------- | ------------------------------- | -------------------------------- | --- | --- | --------------------- | --------------------------------- |
| Південно-Східний фронт (2ф) | 20 жовтня 1943 — 15 червня 1945 | Балатонська → «Фрюлінгсервахен»  | Дніпро → Нижньодніпровська → Дніпропетровська; Дніпровсько-Карпатська → Березнегувато-Снігурівська → Нікопольсько—Криворізька → Одеська; 1-ша Яссько-Кишинівська → 1-й Тиргу-Фрумос → 2-й Тиргу-Фрумос; 2-га Яссько-Кишинівська; Болгарська; Белградська; Апатін-Капошварська; Будапештська → Секешфехервар-Естергомська → Будапешт → Балатонська; Віденська → Грацько-Амштеттенська → Штурм Відня | 1-ша гв. А, 4-та гв. А, 8-ма гв. А, 9-та гв. А, 5-та УдА, 6-та, 12-та, 26-та, 27-ма, 28-ма, 37-ма, 46-та, 57-ма ЗА 1-ша болгарська А, 2-га болгарська А, 4-та болгарська А, 6-та гв. ТА 17-та ПА Дунайська флотилія | Південна група військ | Р. Я. Малиновський Ф. І. Толбухін |

### 4-й Український фронт
| Сформований з                                | Час існування                         | Бойовий шлях (битви та операції)      | Бойовий шлях (битви та операції) | Склад                                                                           | Подальша доля                         | Командувачі                           |
| Сформований з                                | Час існування                         | Оборонні                              | Наступальні | Склад                                                                           | Подальша доля                         | Командувачі                           |
| 4-й Український фронт 1-го формування        | 4-й Український фронт 1-го формування | 4-й Український фронт 1-го формування | 4-й Український фронт 1-го формування | 4-й Український фронт 1-го формування                                           | 4-й Український фронт 1-го формування | 4-й Український фронт 1-го формування |
| -------------------------------------------- | ------------------------------------- | ------------------------------------- | --- | ------------------------------------------------------------------------------- | ------------------------------------- | ------------------------------------- |
| Південний фронт                              | 20 жовтня 1943 — 31 травня 1944       | Не брав участі                        | Дніпро → Нижньодніпровська → Мелітопольська; Дніпровсько-Карпатська → Нікопольський плацдарм → Нікопольсько—Криворізька; Крим → Кримська | 2-га гв. А, 3-тя гв. А, 5-та УдА, 28-ма, 44-та, 51-ша ЗА ПримА 4-та ПА, 8-ма ПА | Розформований                         | Ф. І. Толбухін                        |
| 4-й Український фронт 2-го формування        |                                       |                                       | |                                                                                 |                                       |                                       |
| військ лівого крила 1-го Українського фронту | 5 серпня 1944 — 25 серпня 1945        | Не брав участі                        | Східно-Карпатська → Карпатсько-Дуклінська → Карпатсько-Ужгородська; Західно-Карпатська; Моравсько-Остравська; Празька → Оломоуцька;      | 1-ша гв. А, 18-та, 38-ма, 60-та ЗА 8-ма ПА                                      | Прикарпатський військовий округ       | І. Ю. Петров А. І. Єрьоменко          |

### Фронт Можайської лінії оборони
| Сформований з                  | Час існування                  | Бойовий шлях (битви та операції) | Бойовий шлях (битви та операції) | Склад                          | Подальша доля                  | Командувачі                    |
| Сформований з                  | Час існування                  | Оборонні                         | Наступальні                      | Склад                          | Подальша доля                  | Командувачі                    |
| Фронт Можайської лінії оборони | Фронт Можайської лінії оборони | Фронт Можайської лінії оборони   | Фронт Можайської лінії оборони   | Фронт Можайської лінії оборони | Фронт Можайської лінії оборони | Фронт Можайської лінії оборони |
| ------------------------------ | ------------------------------ | -------------------------------- | -------------------------------- | ------------------------------ | ------------------------------ | ------------------------------ |
| Військ резерву Ставки ВГК      | 18 — 30 липня 1941             | Не брав участі                   | Не брав участі                   | 32-га, 33-тя, 34-та ЗА         | Резервний фронт 1ф             | П. А. Артем'єв                 |

### Фронт резервних армій
| Сформований з                  | Час існування         | Бойовий шлях (битви та операції) | Бойовий шлях (битви та операції) | Склад                                       | Подальша доля         | Командувачі           |
| Сформований з                  | Час існування         | Оборонні                         | Наступальні                      | Склад                                       | Подальша доля         | Командувачі           |
| Фронт резервних армій          | Фронт резервних армій | Фронт резервних армій            | Фронт резервних армій            | Фронт резервних армій                       | Фронт резервних армій | Фронт резервних армій |
| ------------------------------ | --------------------- | -------------------------------- | -------------------------------- | ------------------------------------------- | --------------------- | --------------------- |
| Група армій резерву Ставки ВГК | 14 — 25 липня 1941    | Не брав участі                   | Не брав участі                   | 24-та, 28-ма, 29-та, 30-та, 31-ша, 32-га ЗА | Резервний фронт 1ф    | І. О. Богданов        |

### Центральний фронт
| Сформований з                     | Час існування                     | Бойовий шлях (битви та операції)  | Бойовий шлях (битви та операції)                                                               | Склад                                                                                         | Подальша доля                     | Командувачі                       |
| Сформований з                     | Час існування                     | Оборонні                          | Наступальні                                                                                    | Склад                                                                                         | Подальша доля                     | Командувачі                       |
| Центральний фронт 1-го формування | Центральний фронт 1-го формування | Центральний фронт 1-го формування | Центральний фронт 1-го формування                                                              | Центральний фронт 1-го формування                                                             | Центральний фронт 1-го формування | Центральний фронт 1-го формування |
| --------------------------------- | --------------------------------- | --------------------------------- | ---------------------------------------------------------------------------------------------- | --------------------------------------------------------------------------------------------- | --------------------------------- | --------------------------------- |
| 4-та армія                        | 24 липня — 25 серпня 1941         | Київська; Смоленська              | Не брав участі                                                                                 | 3-тя, 13-та, 21-ша ЗА                                                                         | Брянський фронт 1ф                | Ф. І. Кузнецов М. Г. Єфремов      |
| Центральний фронт 2-го формування |                                   |                                   |                                                                                                |                                                                                               |                                   |                                   |
| Донський фронт]                   | 15 лютого — 20 жовтня 1943        | Курська дуга → Курська оборонна   | Курська дуга → Орловська; Битва за Дніпро → Чернігівсько-Полтавська → Чернігівсько-Прип'ятська | 3-тя, 13-та, 21-ша, 48-ма, 50-та, 60-та, 61-ша, 63-тя, 70-та ЗА 3-тя гв. ТА, 2-га ТА 16-та ПА | Білоруський фронт 1ф              | К. Рокоссовський                  |

## Фронти Сухопутних військ у 1945 році (радянсько-японська війна)

### 1-й Далекосхідний фронт
| Сформований з           | Час існування            | Бойовий шлях (битви та операції) | Бойовий шлях (битви та операції)             | Склад                                                         | Подальша доля                | Командувачі             |
| Сформований з           | Час існування            | Оборонні                         | Наступальні                                  | Склад                                                         | Подальша доля                | Командувачі             |
| 1-й Далекосхідний фронт | 1-й Далекосхідний фронт  | 1-й Далекосхідний фронт          | 1-й Далекосхідний фронт                      | 1-й Далекосхідний фронт                                       | 1-й Далекосхідний фронт      | 1-й Далекосхідний фронт |
| ----------------------- | ------------------------ | -------------------------------- | -------------------------------------------- | ------------------------------------------------------------- | ---------------------------- | ----------------------- |
| Приморська група військ | 5 серпня — 1 жовтня 1945 | Не брала участі                  | Радянсько-японська війна → Харбіно-Гіринська | 1-ша, 5-та, 25-та, 35-та ЗА Чугуївська ОГ Прим. А ППО 9-та ПА | Приморський військовий округ | К. П. Мерецков          |

### 2-й Далекосхідний фронт
| Сформований з           | Час існування            | Бойовий шлях (битви та операції) | Бойовий шлях (битви та операції)                                           | Склад | Подальша доля                                     | Командувачі             |
| Сформований з           | Час існування            | Оборонні                         | Наступальні                                                                | Склад | Подальша доля                                     | Командувачі             |
| 2-й Далекосхідний фронт | 2-й Далекосхідний фронт  | 2-й Далекосхідний фронт          | 2-й Далекосхідний фронт                                                    | 2-й Далекосхідний фронт | 2-й Далекосхідний фронт                           | 2-й Далекосхідний фронт |
| ----------------------- | ------------------------ | -------------------------------- | -------------------------------------------------------------------------- | --- | ------------------------------------------------- | ----------------------- |
| Далекосхідний фронт     | 5 серпня — 1 жовтня 1945 | Не брав участі                   | Радянсько-японська війна → Сунгарійська → Південно-Сахалінська → Курильска | 1-ша, 15-та, 16-та ЗА Камчатський ОР 10-та ПА, Приамур. А ППО Амурська військова флотилія, Північна Тихоокеанська військова флотилія | перетворений на на Далекосхідний військовий округ | М. О. Пуркаєв           |

### Забайкальський фронт
| Сформований з                   | Час існування                   | Бойовий шлях (битви та операції) | Бойовий шлях (битви та операції)                             | Склад                                                                   | Подальша доля                                            | Командувачі                       |
| Сформований з                   | Час існування                   | Оборонні                         | Наступальні                                                  | Склад                                                                   | Подальша доля                                            | Командувачі                       |
| Забайкальський фронт            | Забайкальський фронт            | Забайкальський фронт             | Забайкальський фронт                                         | Забайкальський фронт                                                    | Забайкальський фронт                                     | Забайкальський фронт              |
| ------------------------------- | ------------------------------- | -------------------------------- | ------------------------------------------------------------ | ----------------------------------------------------------------------- | -------------------------------------------------------- | --------------------------------- |
| Забайкальський військовий округ | 15 вересня 1941 — 1 жовтня 1945 | Не брав участі                   | Радянсько-японська війна → Маньчжурська → Хінгано-Мукденська | 17-та, 36-та, 39-та, 53-тя ЗА 6-та гв. ТА КМГ 12-та ПА, Забайкал. А ППО | перетворений на Забайкальсько-Амурський військовий округ | М. П. Ковальов Р. Я. Малиновський |

## Фронти військ ППО з 1941 до 1945 роки

### Закавказький фронт ППО
| Сформований з          | Час існування                  | Бойовий шлях (битви та операції) | Бойовий шлях (битви та операції) | Склад                  | Подальша доля          | Командувачі            |
| Сформований з          | Час існування                  | Оборонні                         | Наступальні                      | Склад                  | Подальша доля          | Командувачі            |
| Закавказький фронт ППО | Закавказький фронт ППО         | Закавказький фронт ППО           | Закавказький фронт ППО           | Закавказький фронт ППО | Закавказький фронт ППО | Закавказький фронт ППО |
| ---------------------- | ------------------------------ | -------------------------------- | -------------------------------- | ---------------------- | ---------------------- | ---------------------- |
| Закавказька зона ППО   | 29 березня 1944 — серпень 1945 | Не брала участі                  | Не брала участі                  | Бак. А ППО             | Розформована           | П. О. Гудименко        |

### Західний фронт ППО
| Сформований з                      | Час існування                      | Бойовий шлях (битви та операції)   | Бойовий шлях (битви та операції)         | Склад                              | Подальша доля                         | Командувачі                        |
| Сформований з                      | Час існування                      | Оборонні                           | Наступальні                              | Склад                              | Подальша доля                         | Командувачі                        |
| Західний фронт ППО 1-го формування | Західний фронт ППО 1-го формування | Західний фронт ППО 1-го формування | Західний фронт ППО 1-го формування       | Західний фронт ППО 1-го формування | Західний фронт ППО 1-го формування    | Західний фронт ППО 1-го формування |
| ---------------------------------- | ---------------------------------- | ---------------------------------- | ---------------------------------------- | ---------------------------------- | ------------------------------------- | ---------------------------------- |
|                                    | 29 червня 1943 — 29 березня 1944   | Не брав участі                     | Не брав участі                           | Москов. А ППО                      | Переформований на Північний фронт ППО | Громадін М. С.                     |
| Західний фронт ППО 2-го формування |                                    |                                    |                                          |                                    |                                       |                                    |
| Північний фронт ППО                | 24 грудня 1944 — травень 1945      | Не брав участі                     | Вісло-Одерська операція; Битва за Берлін | 1-ша винищувальна ПА ППО           | Розформований                         | Журавльов Д. А.                    |

### Московський фронт ППО
| Сформований з                             | Час існування                  | Бойовий шлях (битви та операції) | Бойовий шлях (битви та операції) | Склад                    | Подальша доля                   | Командувачі           |
| Сформований з                             | Час існування                  | Оборонні                         | Наступальні                      | Склад                    | Подальша доля                   | Командувачі           |
| Московський фронт ППО                     | Московський фронт ППО          | Московський фронт ППО            | Московський фронт ППО            | Московський фронт ППО    | Московський фронт ППО           | Московський фронт ППО |
| ----------------------------------------- | ------------------------------ | -------------------------------- | -------------------------------- | ------------------------ | ------------------------------- | --------------------- |
| На базі Західного та Східного фронтів ППО | 5 квітня 1942 — 29 червня 1943 | Не брав участі                   | Не брав участі                   | 1-ша винищувальна ПА ППО | Переформований на Москов. А ППО | Журавльов Д. А.       |

### Південний фронт ППО
| Сформований з                             | Час існування               | Бойовий шлях (битви та операції) | Бойовий шлях (битви та операції) | Склад               | Подальша доля                                 | Командувачі         |
| Сформований з                             | Час існування               | Оборонні                         | Наступальні                      | Склад               | Подальша доля                                 | Командувачі         |
| Південний фронт ППО                       | Південний фронт ППО         | Південний фронт ППО              | Південний фронт ППО              | Південний фронт ППО | Південний фронт ППО                           | Південний фронт ППО |
| ----------------------------------------- | --------------------------- | -------------------------------- | -------------------------------- | ------------------- | --------------------------------------------- | ------------------- |
| На базі Західного та Східного фронтів ППО | 29 березня — 24 грудня 1944 | Не брав участі                   | Не брав участі                   |                     | Переформований на Південно-Західний фронт ППО | Зашихін Г. С.       |

### Південно-Західний фронт ППО
| Сформований з                 | Час існування                   | Бойовий шлях (битви та операції) | Бойовий шлях (битви та операції) | Склад                       | Подальша доля               | Командувачі                 |
| Сформований з                 | Час існування                   | Оборонні                         | Наступальні                      | Склад                       | Подальша доля               | Командувачі                 |
| Південно-Західний фронт ППО   | Південно-Західний фронт ППО     | Південно-Західний фронт ППО      | Південно-Західний фронт ППО      | Південно-Західний фронт ППО | Південно-Західний фронт ППО | Південно-Західний фронт ППО |
| ----------------------------- | ------------------------------- | -------------------------------- | -------------------------------- | --------------------------- | --------------------------- | --------------------------- |
| На базі Південного фронту ППО | 24 грудня 1944 — 10 травня 1945 | Не брав участі                   | Не брав участі                   |                             | Розформований               | Зашихін Г. С.               |

### Північний фронт ППО
| Сформований з                             | Час існування               | Бойовий шлях (битви та операції) | Бойовий шлях (битви та операції) | Склад                                   | Подальша доля                                        | Командувачі         |
| Сформований з                             | Час існування               | Оборонні                         | Наступальні                      | Склад                                   | Подальша доля                                        | Командувачі         |
| Північний фронт ППО                       | Північний фронт ППО         | Північний фронт ППО              | Північний фронт ППО              | Північний фронт ППО                     | Північний фронт ППО                                  | Північний фронт ППО |
| ----------------------------------------- | --------------------------- | -------------------------------- | -------------------------------- | --------------------------------------- | ---------------------------------------------------- | ------------------- |
| На базі Західного та Східного фронтів ППО | 29 березня — 24 грудня 1944 | Не брав участі                   | Не брав участі                   | Москов. А ППО, 1-ша винищувальна ПА ППО | Переформований на Західний фронт ППО 2-го формування | Громадін М. С.      |

### Східний фронт ППО
| Сформований з     | Час існування                  | Бойовий шлях (битви та операції) | Бойовий шлях (битви та операції) | Склад                | Подальша доля                                          | Командувачі       |
| Сформований з     | Час існування                  | Оборонні                         | Наступальні                      | Склад                | Подальша доля                                          | Командувачі       |
| Східний фронт ППО | Східний фронт ППО              | Східний фронт ППО                | Східний фронт ППО                | Східний фронт ППО    | Східний фронт ППО                                      | Східний фронт ППО |
| ----------------- | ------------------------------ | -------------------------------- | -------------------------------- | -------------------- | ------------------------------------------------------ | ----------------- |
|                   | червень 1943 — 29 березня 1944 | Не брав участі                   | Не брав участі                   | Закавказька зона ППО | Переформований на Південний та Закавказький фронти ППО | Зашихін Г. С.     |

### Центральний фронт ППО
| Сформований з         | Час існування                   | Бойовий шлях (битви та операції) | Бойовий шлях (битви та операції) | Склад                 | Подальша доля         | Командувачі           |
| Сформований з         | Час існування                   | Оборонні                         | Наступальні                      | Склад                 | Подальша доля         | Командувачі           |
| Центральний фронт ППО | Центральний фронт ППО           | Центральний фронт ППО            | Центральний фронт ППО            | Центральний фронт ППО | Центральний фронт ППО | Центральний фронт ППО |
| --------------------- | ------------------------------- | -------------------------------- | -------------------------------- | --------------------- | --------------------- | --------------------- |
| Москов. Особл. А ППО  | 24 грудня 1944 — 10 травня 1945 | Не брав участі                   | Не брав участі                   |                       | Розформований         | Громадін М. С.        |